# Nagari Kinari
Nagari Kinari is een bestuurslaag in het regentschap Solok van de provincie West-Sumatra, Indonesië. Nagari Kinari telt 4312 inwoners (volkstelling 2010).